# Кируна
Кируна (швед. Kiruna, лап. Giron, фин. Kiiruna) град је у Шведској, у крајње северном делу државе. Град је у оквиру Северноботнијског округа, где је једно од најважнијих и највећих насеља. Кируна је истовремено и седиште истоимене општине.
Кируна је најсевернији град у Шведској, једини северно од северног поларника. Такође, град је и највише веће насеље у држави, на око 500 м надморске висине.
Кируна је највећи град шведског дела Лапоније, па је она културно и политичко средиште шведских Лапонаца. У граду постоји низ лапонских удружења и установа, од којих је најважнија лапонска скупштина.

## Природни услови
Град Кируна се налази у крајње северном делу Шведске и Скандинавског полуострва. Од главног града државе, Стокхолма, град је удаљен 1240 км северно.
Рељеф: Кируна се развила у шведском делу Лапоније. Подручје око града је планинско. Околне планине су Кирунавара и Луосавара. надморска висина града се креће 450-550 м, па је то највише веће насеље у држави.
Клима у Кируни влада субарктичка клима, па је она овде оштрија него у било ком другом делу Шведске.
Воде: Кируна се образовала уз језеро Луосајерви. У градском окружењу смештено је мноштво малих ледничких језера. Најближе реке су Торне на северу и Каликс на југу .

## Историја
Подручје на месту Кируне насељено је у праисторије Лапонцима. Међутим, данашњи град је млад. Он је настао 1900. године, када је ту стигла железница, па је вађење коришћење огромних резерви гвоздене руде било могуће.
После Другог првог рата Кируна се нагло развила. Насеље је добило градска права 1948. године. Међутим, од 1970-их производња руде је опала, па је град почео губити становништво. И поред тога благостање грађана траје и дан-данас.

## Становништво
Кируна је данас град средње величине за шведске услове. Град има око 18.000 становника (податак из 2010. г.), а градско подручје, тј. истоимена општина има око 23.000 становника (податак из 2010. г.). Последњих деценија број становника у граду опада, али спорије не пре коју деценију.
Кируну традиционално насељавају етнички Швеђани, Лапонци и Финци.

## Привреда
Данас је Кируна савремени град са посебно развијеноим рударством. Последње две деценије посебно се развијају трговина, услуге и туризам.

## Збирка слика
- Главна трговачка улица Кируне
- Лапонска скупштина у Кируни
- Главна градска црква
- Један од главних копова у Кируни